# دكتورة ماكستافنز
دكتورة ماكستافنز هي عبارة عن سلسلة رسوم متحركة صُنعت برسومات الكمبيوتر ثلاثية الأبعاد، بدأ بث البث المنتظم في الولايات المتحدة على ديزني جونيور من 17 مارس 2012 وفي إيطاليا من 12 مايو من نفس العام على ديزني جونيور أيضًا وفي عروض مجانية على قناة راي 2 بدءًا من 19 نوفمبر من نفس العام.

## الأحداث
المسلسل يروي قصة فتاة ذات سبع سنوات من العمر هي دكتورة ماكستافينز التي قررت أن تصبح طبيبة مثل والدتها طبيبة الأطفال، تمارس حلمها من خلال إصلاح الألعاب والدمى. تتمتع البطلة بحياة طبيعية على ما يبدو كطفلة، حتى تظل وحدها مع ألعابها. عندها تقوم بتنشيط سماعة الطبيب السحرية الخاصة بها التي تُمكِّنها من إنشاء مجموعة متنوعة من التأثيرات الخارقة بما في ذلك السفر عبر الزمن، كما تستطيع إعادة إحياء الألعاب والدمى والحيوانات المحنطة فيكونوا قادرين على الحركة والتحدث والسمع والرؤية والشم، ويمكنها التفاعل معهم بمساعدة أصدقاء لها.

## الشخصيات الرئيسية
- دكتورة ماكستافينز
- لامبي
- تشيلي
- هالي
- دوني
- الأم (الدكتورة مايشا ماكستافينز)
- الأب (السيد ماركوس ماكستافينز)

## أسماء بعض الحلقات
- قلادة الفارس كيربي المفقودة
- لعبة المطعم
- وقت الحمام
- السماعة السحرية
- الدكتورة تعالج ستانلي
- ليو يحتاج المساعدة